# قلعه ایتامی
قلعه ایتامی (به ژاپنی: 伊丹城 Itami-jō)، قلعه آریئوکا (به ژاپنی: 有岡城 Arioka-jō)، یک قلعه ژاپنی ولایت ستسو امروزه در شهر ایتامی، هیوگو در استان هیوگو در ژاپن بود. آثار این قلعه امروز درست در جلوی ایستگاه ایتامی واقع شده‌است.
تخمین زده می‌شود این قلعه توسط خاندان ایتامی در دوره نانبوکوچو ساخته شده باشد. در سال ۱۵۷۴, توسط آراکی موراشیگه قلعه توسعه پیدا کرد و به یکی از بزرگترین قلعه‌ها در ولایت ستسو تبدیل شد. پس از شورش موراشیگه قلعه توسط اودا نوبوناگا در سال ۱۵۷۹ سقوط کرد (محاصره ایتامی (۱۵۷۹)).  آراکی موراشیگه به تنهایی توانست از قلعه فرار کند اما خانواده وی در قلعه باقی مانده و توسط نوبوناگا اسیر شدند.
این قلعه توسط ایکدا موتوسوکه، متروک شد.